# Ніклас Геленіус
Ніклас Геленіус (дан. Nicklas Helenius; нар. 8 травня 1991, Свенструп) — данський футболіст, нападник клубу «Ольборг».
Виступав, зокрема, за клуби «Сількеборг», «Астон Вілла», «Оденсе» та «Орхус», а також національну збірну Данії.

## Клубна кар'єра
Народився 8 травня 1991 року. Вихованець юнацьких команд футбольних клубів «Свенструп-Годтоб» та «Ольборг».
У дорослому футболі дебютував 2009 року виступами за команду «Ольборга», в якій провів чотири сезони, взявши участь у 95 матчах чемпіонату.  Більшість часу, проведеного у складі «Ольборга», був основним гравцем атакувальної ланки команди. У складі «Ольборга» був одним з головних бомбардирів команди, маючи середню результативність на рівні 0,37 голу за гру першості.
Своєю грою за цю команду привернув увагу представників тренерського штабу клубу «Астон Вілла», до складу якого приєднався 18 червня 2013 року, уклавши з бірмінгемцями трирічний контракт. Протягом дебютного сезону в Англії не зміг пробитися до основної команди «левів», провівши у її складі лише три гри у Прем'єр-лізі та декілька кубкових матчів. Тож влітку 2014 року повернувся до «Ольборга», який орендував свого колишнього гравця.

## Виступи за збірні
2010 року дебютував у складі юнацької збірної Данії.
Протягом 2010–2013 років залучався до складу молодіжної збірної Данії. На молодіжному рівні зіграв у 13 офіційних матчах, забив 5 голів.
2012 року дебютував в офіційних матчах у складі національної збірної Данії. Наразі провів у формі головної команди країни 4 матчі.

## Досягнення
Особисті
- Найкращий бомбардир данської Суперліги: 2021-22
- Гравець місяця данської Суперліги: лютий 2022